# لارس ياكوبسون
لارس ياكوبسون (بالسويدية: Lars Jakobson)‏ هو كاتب سويدي، ولد في 1959 في لوند في السويد.